# 37 Stitches
«37 Stitches» (рус. «37 швов») — песня американской рок-группы Drowning Pool, выпущенная 7 августа 2008 года третьим синглом c их альбома Full Circle. Это был первый хит Drowning Pool, вошедший в пятерку лучших в чарте Hot Mainstream Rock Tracks.

## О песне
В 2013 году в видео-интервью Райан Маккомбс показал татуировку в виде числа «37» на правой кисти и пояснил: «Я написал песню 37 Stitches, когда был в Drowning Pool, и это было своего рода данью уважения моему отцу. Когда я рос, у него всё всегда было 37. “Сколько ещё осталось ехать? — 37 миль”, “Как думаешь, сколько ему лет? — 37”. Это число моего отца, да».
Музыкальное видео на песню «37 Stitches» смонтировано из фрагментов концертных выступлений и кадров, стилизованных под «домашнее кино»: участники группы пакуют чемоданы, готовясь к очередному туру, целуют родных, делают еще одну татуировку и загружают снаряжение в гастрольный автобус. 
Акустическая версия песни представлена в виде сингла с концертного альбома Loudest Common Denominator.

## Список композиций
Promo CD
Слова и музыка всех песен — Drowning Pool.
| №  | Название                         | Длительность |
| -- | -------------------------------- | ------------ |
| 1. | «37 Stitches» (Vocal Up Version) | 3:33         |
| 2. | «37 Stitches» (Album Version)    | 3:33         |

Promo CD from the album Loudest Common Denominator
| №  | Название                               | Длительность |
| -- | -------------------------------------- | ------------ |
| 1. | «37 Stitches» (Acoustic)               | 3:46         |
| 2. | «37 Stitches» (Vocal Up Album Version) | 3:33         |

## Участники записи
- Си Джей Пирс — гитара, бэк-вокал
- Стиви Бентон — бас-гитара
- Майк Люс — ударные
- Райан Маккомбс — вокал

## Позиции в чартах
| Чарт (2008)                                  | Позиция |
| -------------------------------------------- | ------- |
| США (Billboard Mainstream Rock)              | 5       |
| США (Billboard Hot Rock & Alternative Songs) | 42      |